# Троїцька сільська територіальна громада
Троїцька сільська територіальна громада — територіальна громада в Україні, в Павлоградському районі Дніпропетровської області. Адміністративний центр — село Троїцьке.
Площа громади — 239,3 км², населення — 2685 мешканців (2018).
Утворена 21 березня 2017 року шляхом об'єднання Привовчанської та Троїцької сільських рад Павлоградського району.

## Населені пункти
До складу громади входять 10 сіл: 
- Вербове
- Зелений Гай
- Левадки
- Малоолександрівка
- Мар'ївка
- Новоіларіонівське
- Писарівка
- Привовчанське
- Пристень
- Троїцьке